# Meliosma caballeroensis
Meliosma caballeroensis är en tvåhjärtbladig växtart som beskrevs av Cornejo. Meliosma caballeroensis ingår i släktet Meliosma och familjen Sabiaceae. Inga underarter finns listade.